# Storia degli Houston Oilers
La franchigia professionistica di football americano denominata Tennessee Titans trae origine dagli Houston Oilers. Con sede a Houston, la squadra iniziò a giocare nel 1960 come uno dei membri fondatori della American Football League. Gli Oilers vinsero i primi due campionati AFL della storia. Confluirono nella National Football League con la fusione delle due leghe, avvenuta nel 1969.
Gli Oilers gareggiavano nella East Division (assieme a Buffalo, New York e Boston) della AFL prima della fusione, dopo di che furono inseriti nella nuova AFC Central. Per tutta la loro esistenza gli Oilers hanno avuto come proprietario Bud Adams e hanno giocato le loro gare casalinghe all'Astrodome per la maggior parte della loro permanenza a Houston (Jeppesen Stadium e Rice Stadium ospitarono la squadra per i suoi primi otto anni).
Gli Oilers sono stati i primi campioni della American Football League, vincendo i titoli del 1960 e 1961, dopodiché non vinsero più alcun altro campionato. Arrivarono nella finale del campionato AFL del 1962, ma persero dopo un doppio tempo supplementare contro i loro rivali del Texas, i Dallas Texans; vinsero il titolo della AFL East Division nel 1967 e si qualificarono per i playoff nel 1969, perdendo in entrambi i casi con gli Oakland Raiders. Dal 1978 al 1980 gli Oilers, allenati da Bum Phillips e nel mezzo della campagna chiamata Luv Ya Blue campaign, raggiunsero le finali della AFC, perdendo in entrambi i casi. Gli Oilers furono stabilmente in lizza per i playoff dal 1987 al 1993, un'epoca che li vide conquistare gli unici due titoli di division della loro storia nella NFL (1991 e 1993); furono anche la parte sfortunata nella allora più larga rimonta della storia della NFL. Per il resto della loro permanenza a Houston, gli Oilers si trovarono quasi sempre nella seconda division più ostica della lega e, ad eccezione delle annate appena menzionate, ebbero quasi sempre record negativi.
I colori principali della squadra erano l'azzurro (denominato Columbia blue) e il bianco, accompagnati da dettagli rossi. Il logo degli Oilers era un semplice derrick per l'estrazione petrolifera. In casa hanno sempre indossato maglie azzurre e in trasferta bianche. Il casco fu azzurro con un derrick bianco dal 1960 al 1965, argento con un derrick azzurro dal 1966 al 1971, azzurro con un derrick bianco e rosso dal 1972 al 1974, prima di passare al casco bianco con derrick azzurro che li accompagnò dal 1995 alla fine della loro permanenza a Houston.
Nel 1997 il proprietario Bud Adams trasferì gli Oilers a Nashville, in Tennessee, dove furono conosciuti come Tennessee Oilers nelle stagioni 1997 e 1998. Nel 1999 Adams cambiò il nome in Tennessee Titans e i colori in blu, azzurro e bianco. I nuovi Titans mantennero la storia e i record di franchigia degli Oilers, mentre il nome e i colori furono ufficialmente ritirati dal commissioner della NFL Paul Tagliabue.

## Anni sessanta

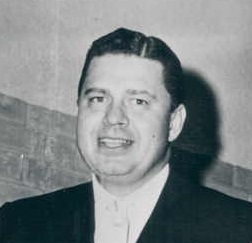
Il fondatore Bud Adams nel 1964.

Gli Houston Oilers iniziarono a giocare nel 1960 come membri fondatori della American Football League. Erano posseduti da Bud Adams, un petroliere di Houston, che aveva tentato diverse volte senza successo di portare una franchigia della NFL a Houston. Adams era un membro influente tra gli otto proprietari originari delle franchigie della AFL, dal momento che lui e il proprietario dei Dallas Texans/Kansas City Chiefs Lamar Hunt e quello dei Buffalo Bills Ralph Wilson erano finanziariamente più stabili degli altri cinque (tutti e tre avrebbero mantenuto il possesso delle proprie squadre per quarant'anni, mentre gli altri le avrebbero tutti vendute entro gli anni ottanta).

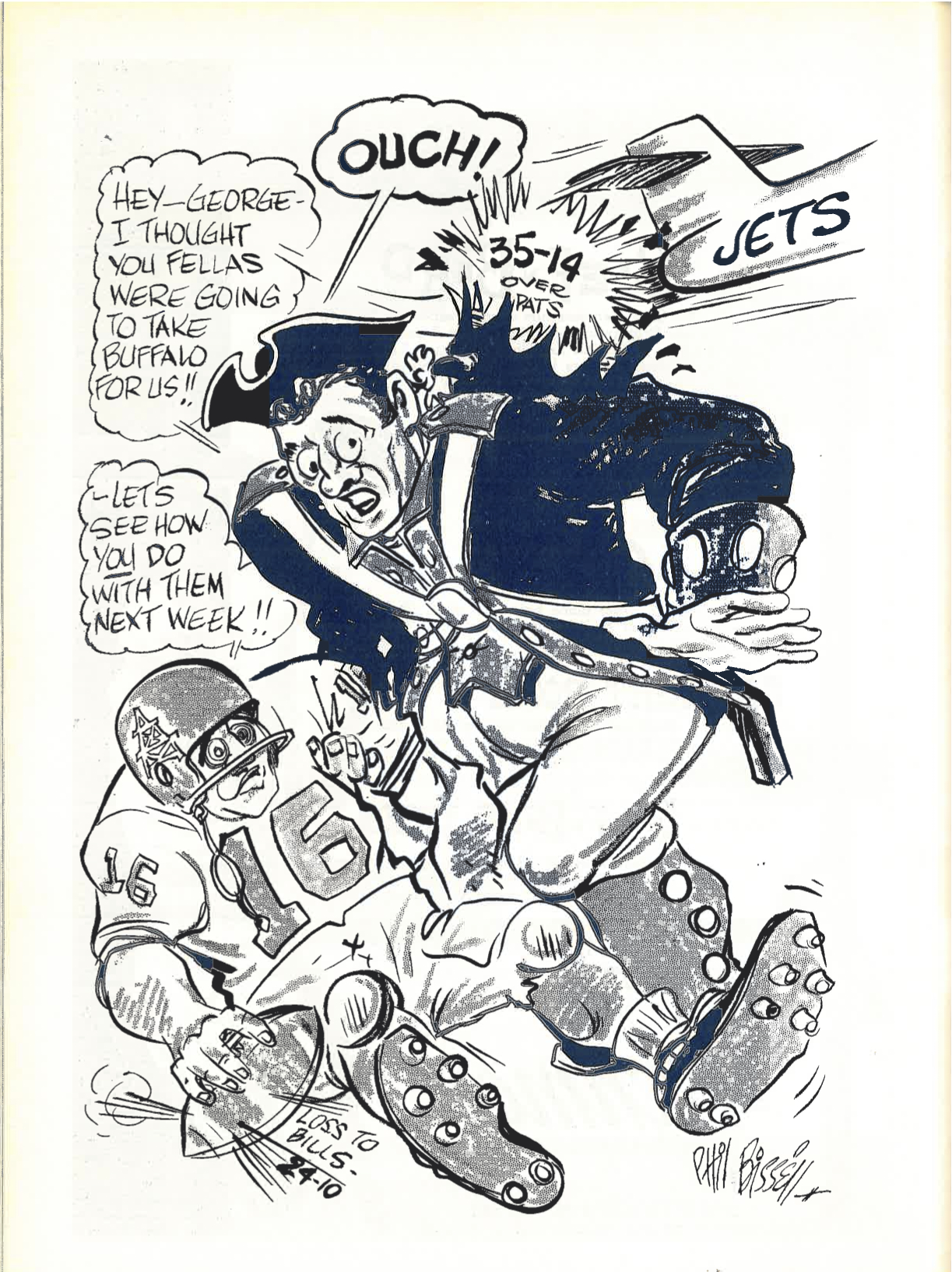
Una vignetta del programma di un match del campionato AFL.

Gli Oilers raggiunsero le prime tre finali del campionato AFL. Fecero segnare un'importante vittoria sulla NFL quando firmarono il vincitore dell'Heisman Trophy, proveniente da LSU, il running back Billy Cannon. Cannon si unì ad altre stelle dell'attacco degli Oilers come il quarterback George Blanda, il flanker Charlie Hennigan, il running back Charlie Tolar e l'offensive guard Bob Talamini. Dopo aver battuto nella prima finale della AFL i Los Angeles Chargers nel 1960, si ripeterono battendo la stessa squadra, nel frattempo trasferitasi a San Diego. Nella finale del 1962 persero contro i Dallas Texans dopo due tempi supplementari, all'epoca la partita professionistica più lunga della storia. Nel 1962, gli Oilers furono la prima squadra della AFL a strappare un giocatore attivo alla NFL, quando il wide receiver Willard Dewveall lasciò i Chicago Bears per unirsi a loro. Dewveall quell'anno segnò il touchdown su ricezione più lungo della storia del football professionistico, 99 yard da Jacky Lee, contro i San Diego Chargers. Nel football canadese vi sono stati touchdown di lunghezza superiore perché il campo è lungo 110 yard.
Gli Oilers vinsero la AFL Eastern Division di nuovo nel 1967, diventando la prima franchigia di football a giocare in uno stadio coperto quando si spostarono all'Astrodome nel 1968. In precedenza, gli Oilers avevano giocato allo Jeppesen Stadium alla University of Houston (ora denominato Robertson Stadium) dal 1960 al 1964 e allo stadio della Rice University dal 1965 al 1967. La stagione 1969 fu l'ultima della storia della AFL e vide Houston iniziare con un record di 3-1 ma poi rallentare. La squadra si qualificò comunque per i playoff, dove fu battuta dagli Oakland Raiders 56–7.

## Anni settanta

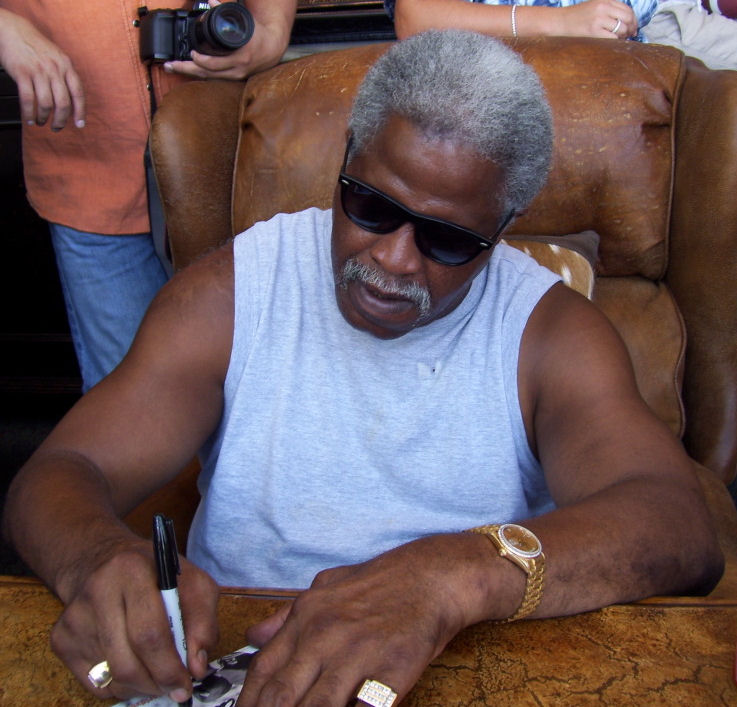
Il RB Hall of Famer Earl Campbell, MVP della NFL nel 1979.

Gli anni immediatamente successivi alla fusione AFL-NFL non furono positivi per gli Oilers, che scivolarono in fondo alla AFC Central division. Dopo un record di 3–10–1 nel 1970, terminarono sul 4–9–1 nel 1971, seguendo con due stagioni consecutive da 1-13 nel 1972–73. Nel 1974 invece, gli Oilers guidati dall'allenatore futuro membro della Hall of Fame Sid Gilman salirono a un record di 7-7.

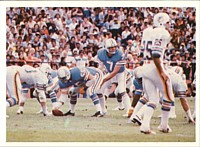
Il QB Dan Pastorini (7) condusse gli Oilers a due finali di AFC Championship consecutive.

L'anno successivo giunse Bum Phillips e arrivarono stelle come Elvin Bethea e Billy "White Shoes" Johnson e gli Oilers ebbero la prima stagione con un bilancio positivo dopo un decennio, ma il loro record di 10–4 non fu sufficiente per raggiungere i playoff. Gli infortuni e un attacco inadeguato fecero scendere la squadra a un record di 5-9 nel 1976, ma la squadra tornò sull'8-6 nel 1978 grazie all'arrivo della stella della University of Texas Earl Campbell, conosciuto come la "Rosa di Tyler", che fu premiato come rookie offensivo dell'anno e guidò Houston alla prima apparizione ai playoff dall'approdo nella NFL. Dopo avere battuto i Miami Dolphins nel turno delle wild card, superarono anche i New England Patriots. Nella finale della AFC però, Houston fu sconfitta nettamente dai Pittsburgh Steelers per 34–5. Malgrado la netta sconfitta, gli Oilers furono festeggiati al loro ritorno a Houston.
La stagione 1979 degli Oilers fu simile alla precedente, terminata con un record di 11–5 e con Campbell che corse 1.600 yard nella stagione regolare, ottenendo una wild card nei playoff. Il passaggio del turno in casa contro i Denver Broncos si rivelò costoso per la franchigia, con gli infortuni di Campbell, Pastorini e Burroughs. In qualche modo gli Oilers riuscirono a battere i San Diego Chargers di Dan Fouts nel divisional round grazie principalmente a una prestazione maiuscola di Vernon Perry (4 intercetti e un field goal bloccato). Houston raggiunse così la finale della AFC per il secondo anno consecutivo, solo per perdere di nuovo contro i Pittsburgh Steelers, malgrado una notevole prova di Dan Pastorini. Gli Steelers concentrarono la loro difesa sul fermare e Campbell così Pastorini riuscì quasi a condurli alla vittoria, pur con il supporto di ricevitori modesti come Mike Renfro, Rich Caster e Ronnie Colema, opposti alla difesa degli Steelers che era una delle migliori della storia. Una controversa chiamata arbitrale annullò un touchdown del wide receiver Mike Renfro e la gara terminò sul 27–13 per Pittsburgh. Ancora una volta gli Oilers, seppur sconfitti, furono celebrati all'Astrodome.

## Anni ottanta

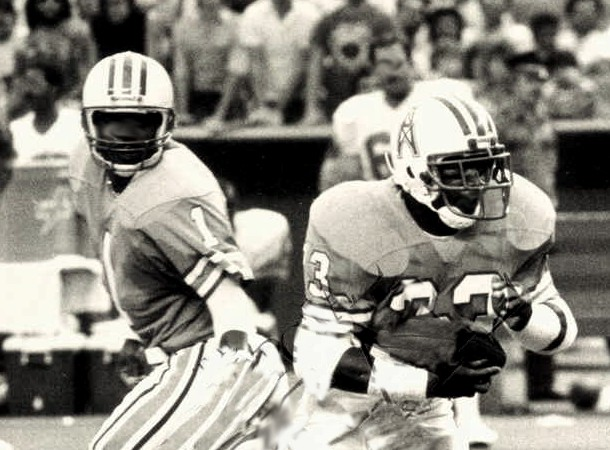
Il QB Hall of Famer Warren Moon (1) guidò l'attacco degli Oilers dal 1984 al 1993.

La squadra ebbe meno successo nella prima parte degli anni ottanta. Il 1980 vide gli Oilers terminare con un record di 11–5 e conquistare una wild card per il terzo anno consecutivo, venendo tuttavia subito eliminati da Oakland 27–7. Un frustrato Bud Adams licenziò Bum Phillips, sostituendolo con Ed Biles. Iniziò così un lungo periodo di assenza dai playoff, partendo con un record di 7–9 nel 1981 e 1–8 nella stagione accorciata per sciopero del 1982. Un altro pessimo anno seguì nel 1983, terminato sul 2–14. Biles si dimise nella settimana 6, venendo sostituito da Chuck Studley, che rimase come allenatore ad interim fino all'arrivo di Hugh Campbell a fine anno. Nel 1984, gli Oilers vinsero un'asta per il campione della CFL Warren Moon ma terminarono comunque con sole due vittorie. L'anziano Earl Campbell fu scambiato coi New Orleans a fine anno e sostituito con l'ex vincitore dell'Heisman Trophy Mike Rozier. Nella settimana 14 della stagione 1985, Hugh Campbell fu sostituito da Jerry Glanville, terminando con un bilancio di 5–9. Una netta vittoria per 31–3 sui Green Bay Packers nella prima gara del 1986 sembrò far partire la stagione sotto buoni auspici, ma Houston terminò solo con un record di 5-11. Un altro sciopero nel 1987 ridusse le gare a 15, tre delle quali disputate da giocatori di riserva. Con un record di 9–6 la squadra ebbe la prima stagione vincente e la prima qualificazione ai playoff dopo sette anni. Dopo aver battuto i Seattle Seahawks ai tempi supplementari, Houston fu sconfitta da Denver nel divisional round. Dopo un bilancio di 10-6 nel 1988, gli Oilers tornarono ai playoff battendo i Cleveland Browns per 24-23 in un campo innevato. Furono eliminati da Buffalo la settimana successiva. Il 1989 vide un record di 9-7 e un'altra wild card per i playoff dove furono subito battuti da Pittsburgh in una gara dalle molte penalità. 

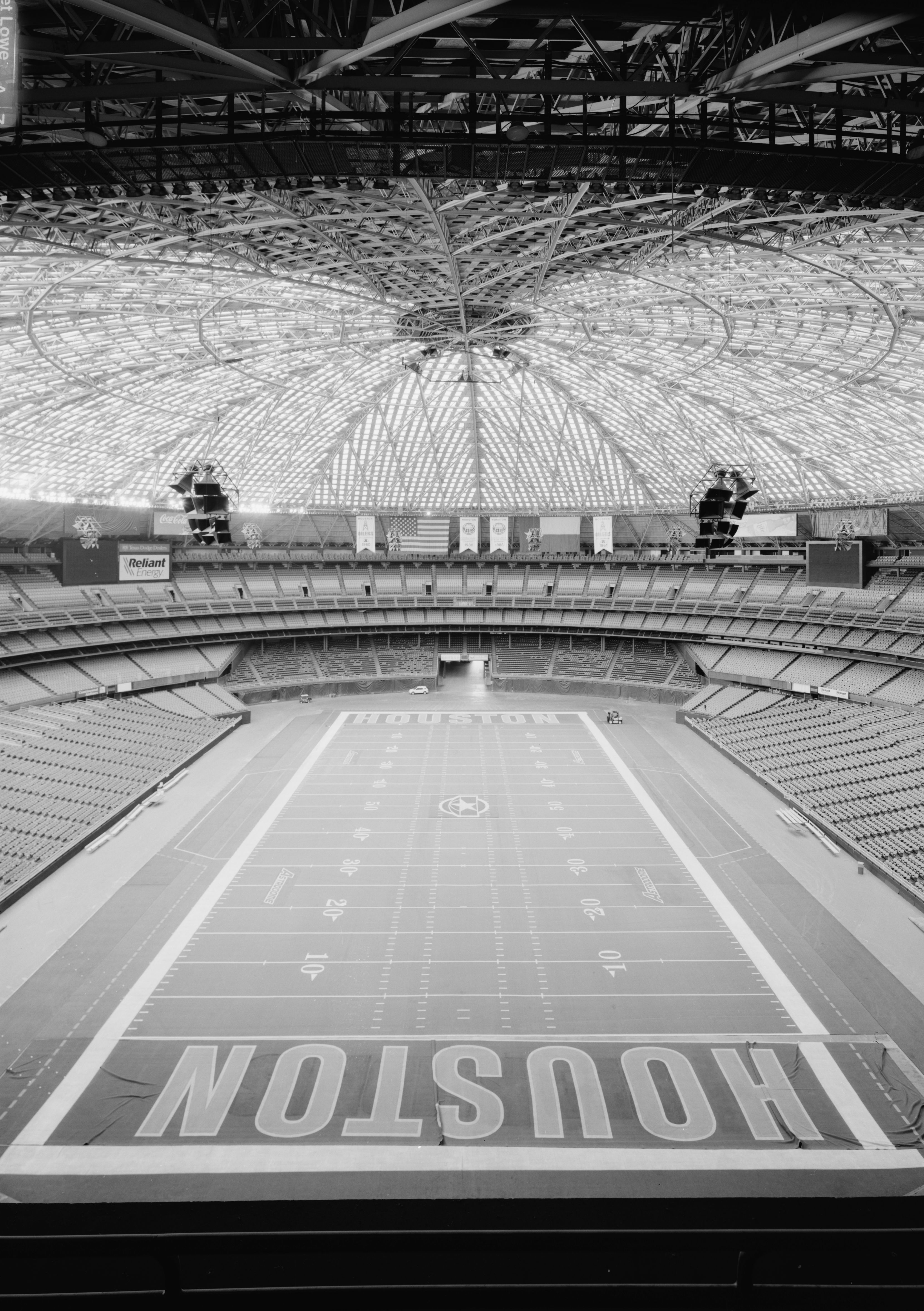
L'ora abbandonato Astrodome conserva ancora il terreno di gioco con il logo degli Oilers intatto.

### Il rinnovo dell'Astrodome
Le buone annate degli Oilers alla fine del decennio giunsero nel bel mezzo di una lotta per la sopravvivenza della franchigia. Nel 1987 Adams minacciò di spostare la franchigia a Jacksonville, in Florida (più tardi sede dei Jacksonville Jaguars) a meno che l'Astrodome fosse "rimesso a nuovo." All'epoca l'Astrodome aveva posti a sedere per soli 50.000 tifosi, lo stadio più piccolo della NFL. Non volendo perdere gli Oilers, la Contea di Harris rispose con una ristrutturazione da 67 milioni di dollari, che includeva 10.000 posti addizionali e 65 box di lusso. Questi lavoro furono finanziati tramite tasse sulle proprietà immobiliari e raddoppiando le tasse sugli hotel, oltre che con obbligazioni da pagare ad oltre trent'anni. Tuttavia, Adams richiese ammodernamenti ancora più costosi che portarono a nuove tensioni e alla fine all'addio della franchigia a Houston.

## Anni novanta

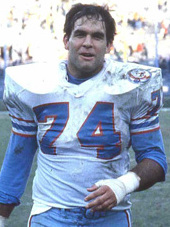
L'OT Hall of Famer Bruce Matthews giocò per 19 stagioni con la franchigia, sia a Houston che in Tennessee.

Gli Oilers tornarono per un breve periodo ad essere una delle migliori squadre della lega all'inizio degli anni novanta. Nel 1991 vinsero il loro primo titolo di division in 25 anni, il primo dall'approdo nella NFL. Tuttavia, a soli due minuti dalla prima finale di conference in 13 anni, furono vittime di un drive da 80 yard di John Elway dei Denver Broncos che culminò con un field goal da 28 yard di David Treadwell che pose il risultato sul 26–24 finale. Nel 1992, Houston terminò con un record di 10-6 nella stagione regolare ma entrò nella storia quando nel turno delle wild card contro i Buffalo Bills, si fece rimontare un vantaggio di 32 punti, perdendo ai supplementari. Fu la più grande rimonta della storia della NFL.
Adams era stato accusato spesso di incompetenza, in larga parte per il suo maniacale desiderio di controllo degli Oilers (per esempio, tutte le spese che superavano i 200 dollari dovevano avere la sua personale approvazione). Mise in mostra questa tendenza nuovamente all'inizio della stagione 1993. Dopo tre sconfitte nel turno delle wild card e tre nel divisional round dei playoff, diede agli Oilers un ultimatum: a meno che la squadra non avesse raggiunto il Super Bowl nel 1993, l'avrebbe smembrata. Mentre gli Oilers risposero con un record di 12-4, il loro migliore della storia in Texas, vincendo un altro titolo della AFC Central, persero nel secondo turno contro Chiefs. Adams diede seguito alle sue parole, svendendo i giocatori migliori della squadra, in particolare scambiando Moon coi Minnesota Vikings. Senza Moon, gli Oilers furono una squadra senza timone. Terminarono la stagione successiva con un record di 2–14, il terzo peggiore della loro storia. La squadra tornò ad assumere una patina di rispettabilità nelle due stagioni successivi, ma non raggiunse più i playoff durante la sua permanenza in Texas. Tuttavia, riuscirono ad assicurarsi una futura colonna nell'attacco scegliendo nel draft Steve McNair nel 1995.

### Ultimi anni a Houston

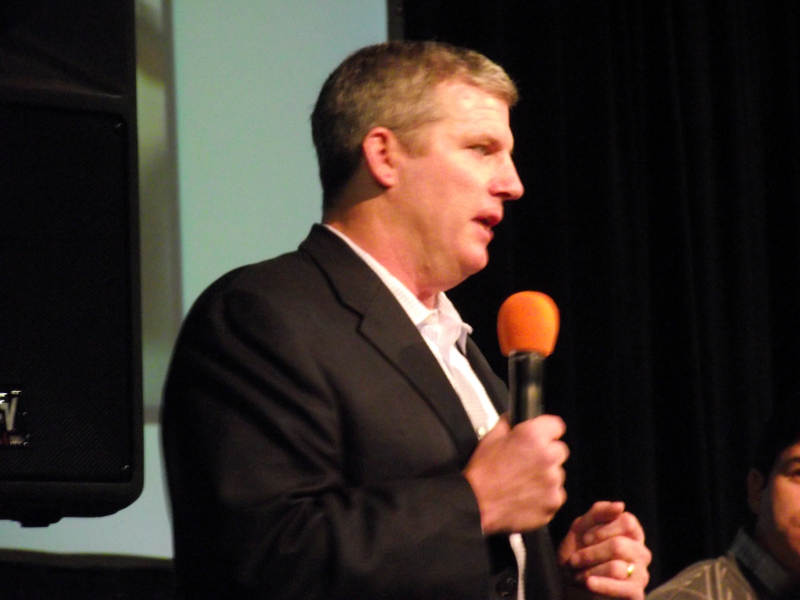
La Hall of Famer Mike Munchak, bandiera degli Oilers da giocatore ed in seguito assistente offensivo di Houston dal al.

Contemporaneamente, Adams provò di nuovo a manovrare per ottenere dalla città un nuovo stadio, simili a quelli moderni costruiti dalle altre franchigie in quegli anni. Tuttavia, il sindaco Bob Lanier rifiutò quasi all'istante le sue proposte. Anche se gli abitanti di Houston erano desiderosi di mantenere gli Oilers, non erano intenzionati ad investire soldi in un nuovo stadio dopo così poco tempo trascorso dal rinnovo dell'Astrodome. La città inoltre si stava ancora riprendendo dalla saturazione petrolifera degli anni Ottanta. Adams, prevedendo che non gli sarebbe stato concesso lo stadio desiderato, iniziò ad offrire gli Oilers ad altre città. Era particolarmente intrigato da Nashville, aprendo trattative segrete col suo sindaco Phil Bredesen. Alla fine della stagione 1995 Adams annunciò che la franchigia si sarebbe trasferita a Nashville per la stagione 1998. I dirigenti della città promisero un contributo di 144 milioni di dollari per la costruzione di uno stadio, oltre ad altri settanta milioni dalle vendite dei biglietti. 
Dopo l'annuncio, l'interesse del pubblico nell'area di Houston verso gli Oilers scomparve. La stagione 1996 fu un disastro per gli Oilers: giocarono di fronte a meno di 20.000 spettatori e l'ambiente era così silenzioso che dalle tribune era possibile udire le conversazioni in campo. Nel frattempo la radio affiliata alla squadra stava riducendo le sue trasmissioni in favore del basket. La stagione terminò con un record di 8–8, 6–2 in trasferta e solo 2–6 in casa. Adams, la città e la lega decisero di non tollerare questa situazione per un'altra stagione, così il trasferimento fu anticipato di un anno.
Nel 1999 Robert McNair ottenne, al costo di un miliardo di dollari, un expansion team che avrebbe sostituito gli Oilers a Houston. La franchigia divenne nota come Houston Texans, adottando dei colori simili (blu, bianco e rosso) ed ereditando il complesso sportivo dove giocavano gli Oilers ma non il loro stadio: il Reliant Stadium fu costruito accanto all'Astrodome nel 2002.